# Isidore De Rudder

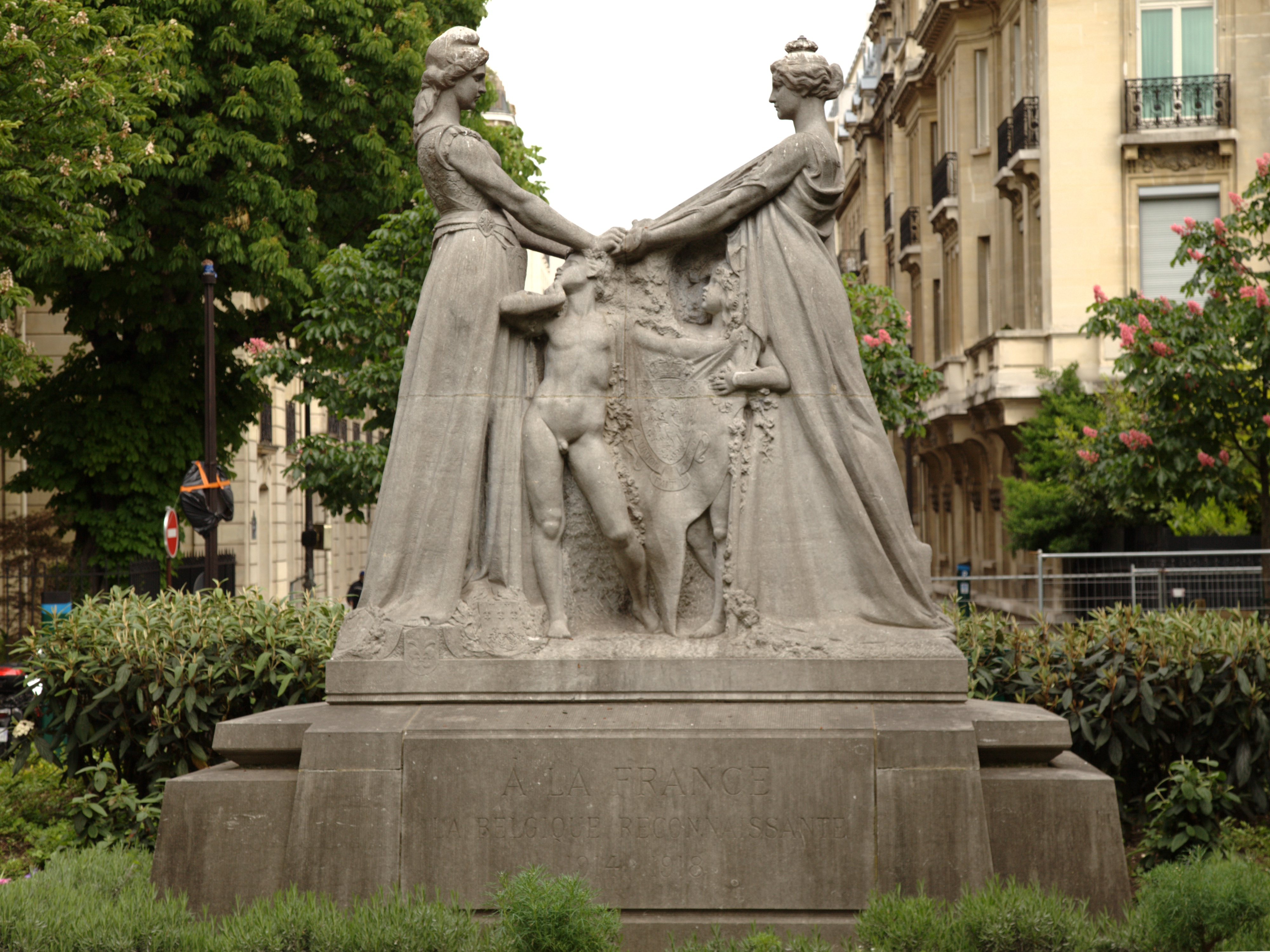
Monument van de Belgische Erkentelijkheid aan Frankrijk (1923), Parijs

Isidore Lievin De Rudder (Brussel, 3 februari 1855 – Ukkel, 3 mei 1943) was een Belgisch beeldhouwer,  keramist, kunstschilder en illustrator.

## Leven en werk
Isidore of Isidoor De Rudder was een zoon van schilder en decoratiebeeldhouwer Isidore Jean De Rudder en Mathilde Louise Thienpoul. Hij was in zijn jeugd geregeld te vinden in de decoratiewerkplaats van zijn vader in Brussel, die zelf lessen had gevolgd aan de Koninklijke Academie voor Schone Kunsten van Brussel. Na het atheneum studeerde hij aan de Brusselse Academie, als leerling van Joseph Stallaert (tekenen), Jan Frans Portaels (schilderen) en Eugène Simonis (beeldhouwen).
De Rudder beeldhouwde onder andere bustes, figuren, funerair werk, portretten en decoratieve gevelsculpturen. Hij ontwierp daarnaast toegepaste kunst, waaronder vazen en verlichtingsvoorwerpen, voor onder andere de bronsgieterij Luppens en Wolfers en keramiek voor Boch, Guérin en Saint-Ghislain. In 1882 werd hij tweede, na Guillaume Charlier, bij de Prix de Rome. In 1888 nam hij met onder anderen Charles Van der Stappen en Julien Dillens deel aan een ontwerpwedstrijd voor een grafmonument voor oud-premier Charles Rogier. De Rudder won met zijn ontwerp van een oosters heiligdom, maar moest op aanwijzing van de jury van voren af aan beginnen. Het uiteindelijk monument, met een marmeren gisant en arduinen baldakijn, werd in 1892 geplaatst. Na zijn debuut op de salon van Gent (1880), exposeerde De Rudder in binnen- en buitenland, onder meer op de salons van Antwerpen en Brussel. Op de wereldtentoonstelling van 1894 in Antwerpen toonde hij decoratieve objecten en porseleinen panelen.
De Rudder trouwde in 1890 in Elsene met borduurkunstenaar Hélène du Ménil (1869-1962). Zij werkten geregeld samen, waarbij hij de kartons tekende en zij het borduurwerk uitvoerde. Ze maakten onder de meer wandtapijten Les âges de la vie voor het gemeentehuis van Sint-Gillis. De Rudder was docent aan de Brusselse academie (1911-1926, met een onderbreking in de periode 1915-1919), tot zijn leerlingen behoorden Dolf Ledel, Jeanne Louise Milde, Antoine Vriens, Marcel Wolfers en Philippe Wolfers.
Isidore De Rudder overleed op 88-jarige leeftijd.

## Enkele werken
- 1887 Treurspel, beeld aan de gevel van de Koninklijke Vlaamse Schouwburg. Tegenhanger van Blijspel van Emile Namur.
- 1887? ontwerp Begin en Einde, witmarmeren grafmonument voor de familie De Ro (onder wie Georges De Ro) op de begraafplaats van Laken. Uitgevoerd door Ernest Salu.
- 1888 gevelbeeld van Jan van Coudenberghe voor het stadhuis van Brussel.
- 1892 grafmonument Charles Rogier op de begraafplaats van Sint-Joost-ten-Node. In samenwerking met Paul Hankar.
- 1892 buste van Mathilde Thienpont, moeder van De Rudder, collectie Koninklijke Musea voor Schone Kunsten van België
- 1894 Ooievaar en vis, fonteinbeeld voor de Kruidtuin in Brussel.
- 1899 buste van Adolphe Demeur voor diens graf op de begraafplaats van Elsene.
- 1899 monument (fontein) ter herinnering aan Jan Frans Willems, Sint-Baafsplein in Gent.
- 1899 De tijd, zes gevelreliëfs aan de Broekstraat 29 in Brussel.
- ca. 1903 grafmonument voor de familie Wolfers op de begraafplaats van Sint-Joost-ten-Node.
- 1904 nisbeeld De Kunst voor de gevel van het oostpaviljoen van het gemeentehuis van Sint-Gillis.
- ca. 1909 beeld voor het graf van beeldhouwer Henri Boncquet (1868-1908) op de begraafplaats van Elsene.
- 1912 putti aan weerszijden van de eretrap van het gemeentehuis van Sint-Gillis.
- voor 1914 De oude fontein, Charles Grauxplein in Elsene. Werd door De Rudder aan de gemeente geschonken en stond aanvankelijk in het Gemeentelijk Museum.
- 1923 Monument van de Belgische Erkentelijkheid aan Frankrijk of Monument de la reconnaissance de la Belgique à la France, Place de la Reine-Astrid, Parijs.
- 1923 Vruchtbaarheid en Broederlijkheid, twee allegorische beelden voor het gemeentehuis van Sint-Gillis.
- vrouw met pagaai, beeld in het Lever House in Brussel.

## Fotogalerij

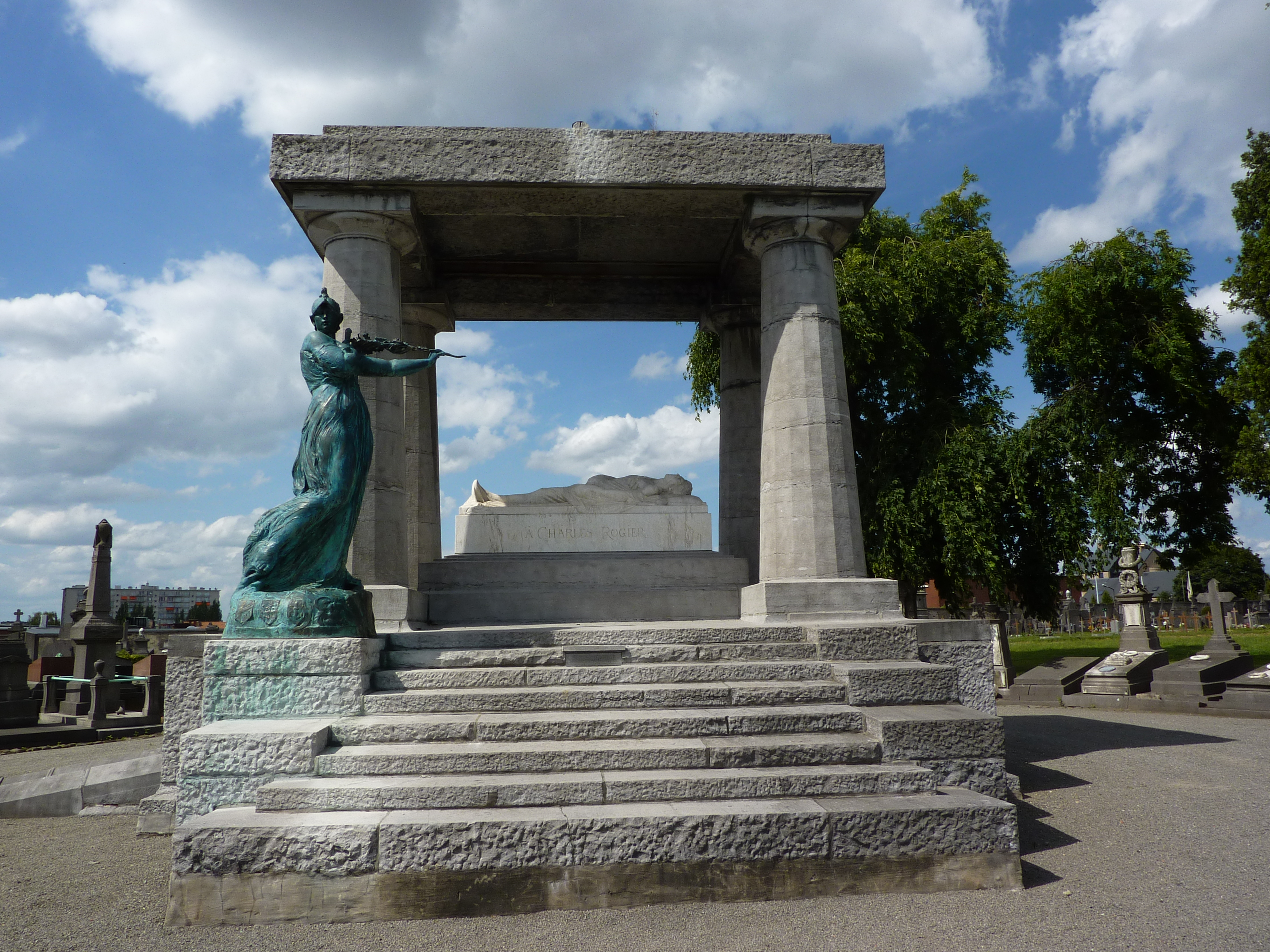
Praalgraf van minister Charles Rogier (1892), Sint-Joost-ten-Node
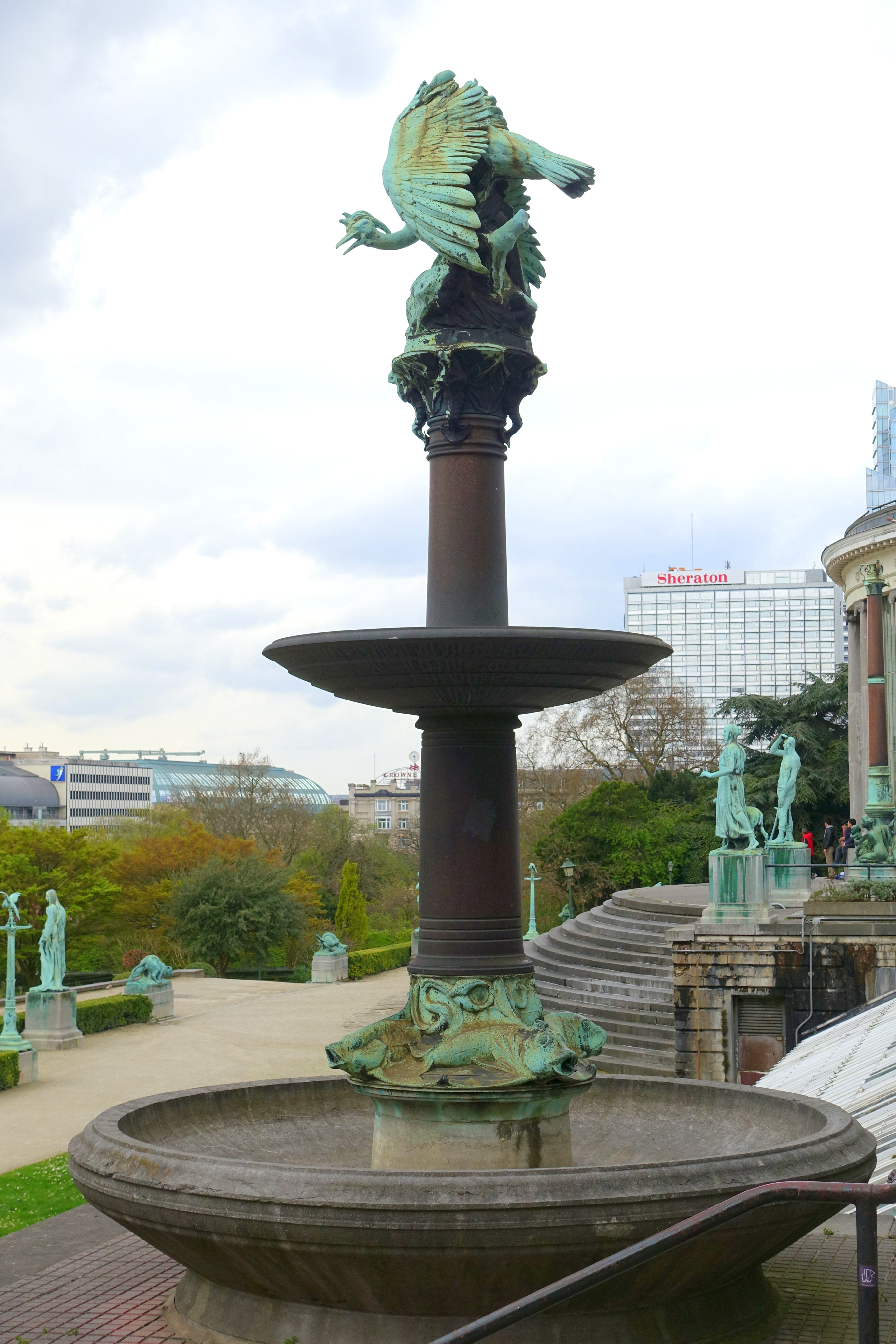
Ooievaar en vis (1894), Brussel
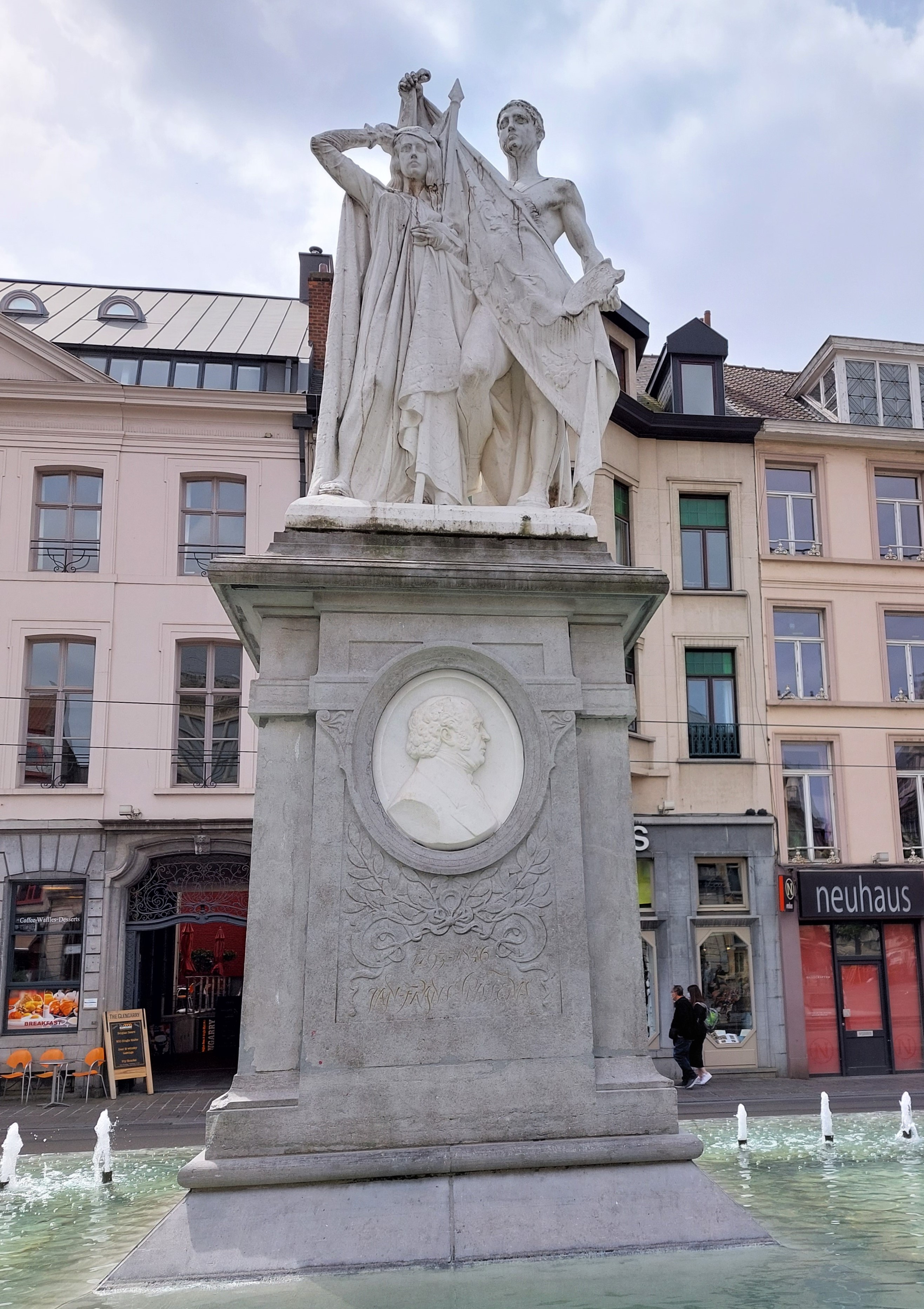
Jan Frans Willems-monument (1899), Gent

- Bibliothèque nationale de France: cb169964108 (data)
- Gemeinsame Normdatei: 116670142
- International Standard Name Identifier: 0000 0001 2140 5590
- RKD-Nederlands Instituut voor Kunstgeschiedenis: 20960
- Système universitaire de documentation: 266831389
- Union List of Artist Names: 500168666
- Virtual International Authority File: 77073632
- WorldCat: E39PBJxWWccJccW8GBP46GvvHC